# Marion (Alabama)
Marion è un comune degli Stati Uniti d'America situato nella contea di Perry dello Stato dell'Alabama.